# Benjamin von Stuckrad-Barre
Benjamin von Stuckrad-Barre (Bréma, 1975. január 25.) kortárs német író és újságíró, az úgynevezett popirodalom képviselője.

## Élete
Benjamin von Stuckrad-Barre egy lelkészcsalád negyedik gyermekeként született és Rotenburg (Wümme) városában nőtt fel. 1993 óta ír. Az érettségit követően Hamburgban germanisztikát tanult, ám nem fejezte be a képzést. 1998-ig szerkesztőként és újságíróként dolgozott különböző lapoknál.
Széles körű ismertséget az 1998-ban megjelent, Soloalbum című első regényével szerzett, amely alapján 2003-ban filmet is forgattak Németországban. Ismertségét csak fokozta, hogy a Music Television csatornán saját irodalmi műsort kapott Lesezirkel címmel.
Jó hírneve akkor szenvedett kisebb csorbát, amikor kiderült róla, hogy évekig kokainfogyasztó volt. 2003-ban Rausch und Ruhm címmel  Herlinde Koelbl dokumentumfilmet is forgatott az elvonásáról.
Hamburg, Köln, majd Zürich után Stuckrad-Barre 2006 óta Berlinben telepedett le.
2008 óta rendszeresen jelennek meg cikkei a B.Z., a Die Welt, a Welt am Sonntag és a Rolling Stone című lapokban.

## Művei
- Soloalbum, 1998
- Wir sind ja nicht so, 1999
- Livealbum, 1999
- Remix, 1999
- Blackbox, 2000
- Transkript, 2001
- Deutsches Theater, 2001
- Festwertspeicher der Kontrollgesellschaft. Remix 2, 2004
- Was.Wir.Wissen., 2006
- Auch Deutsche unter den Opfern, 2010